# Vellerup Sogn
Vellerup Sogn er et sogn i Frederikssund Provsti (Helsingør Stift).
I 1800-tallet var Vellerup Sogn anneks til Ferslev Sogn. Begge sogne hørte til Horns Herred (Sjælland) i Frederiksborg Amt. Ferslev-Vellerup sognekommune blev ved kommunalreformen i 1970 indlemmet i Skibby Kommune, der ved strukturreformen i 2007 indgik i Frederikssund Kommune.
I Vellerup Sogn ligger Vellerup Kirke.
I sognet findes følgende autoriserede stednavne:
- Hemmingslodder (bebyggelse)
- Vellerup (bebyggelse)
- Vellerup By (bebyggelse, ejerlav)

Der er desuden sommerhusområdet Vellerup Sommerby.